# 切爾尼亞希夫卡 (涅任區)
51°7′17″N 32°1′40″E / 51.12139°N 32.02778°E
切爾尼亞希夫卡（烏克蘭語：Черняхівка），是烏克蘭北部的村莊，隸屬切爾尼希夫州的尼任區。該村始建於1500年，面積4.46平方公里，海拔高度127米，2001年人口737，人口密度每平方公里165.3人。